# Список нагород і номінацій Бонні Тайлер
Бонні Тайлер — валлійська співачка, яка випустила сімнадцять студійних альбомів. Протягом своєї кар'єри вона отримала три нагороди «Goldene Europa», Премію «ЕХО», Премію Естрадного клубу Великої Британії, премію «Gold Badge» «за внесок у британську музичну індустрію» та Премію «Штайгер» «за життєві досягнення у музиці». Тайлер представляла Велику Британію на  Міжнародному фестивалі популярної пісні у 1979 році, вигравши фестиваль зі своєю піснею «Sitting on the Edge of the Ocean». Пізніше співачка представляла Велику Британію на Пісенному конкурсі «Євробачення» 2013 року.

## Нагороди і номінації
Продажі «Total Eclipse of the Heart» і «It's Heartache» оцінюються у понад 6 мільйонів екземплярів кожний, вони є одними з найбільш продаваних синглів всіх часів.
Тайлер у 1976 році зробила прорив з синглом «Lost in France», який призвів її до номінації «Brit Awards» на кращий британський жіночий дебют 1977 року. У 1980-х роках вона отримала номінації ще на дві «Brit Awards», і три премії «Греммі». У 2013 році її нагородили Золотим значком Британської академії піснярів, композиторів і авторів (BASCA).
У 1979 році Тайлер виграла 10-й Всесвітній фестиваль популярної пісні з піснею «Sitting on The Edge Of The Ocean», представляючи Велику Британію. У 2013 році Тайлер також стала першим і єдиним представником Великої Британії, лауреатом премії «Радіо Євробачення». Вона також стала однією з перших західних артисток, які гастролювали в Радянському Союзі.
На додаток до її музичних нагород, Тайлер отримала місцеві нагороди в Уельсі; у тому числі названа почесною громадянкою Ніт-Порт-Толбота у 2011 році, і отримала почесний ступінь та докторантуру Університету Суонсі у 2013 році. Вона також є почесним членом Королівського валлійського коледжу музики і драми. У 2016 році її удостоїли відзнаки Лорда-мера Суонсі За заслуги перед музикою.
| Нагорода                                 | Рік  | Нагороджений і номінований         | Категорія                                                                                   | Результат | Ref.   |
| ---------------------------------------- | ---- | ---------------------------------- | ------------------------------------------------------------------------------------------- | --------- | ------ |
| Нагороди академії кантрі музики          | 1978 | Бонні Тайлер                       | Найкраща нова вокалістка                                                                    | Номінація | [ 10 ] |
| American Music Awards                    | 1984 | Бонні Тайлер                       | Поп-фаворит/Найкраща рок-співачка                                                           | Номінація | [ 11 ] |
| American Music Awards                    | 1984 | «Total Eclipse of the Heart»       | Поп-фаворит/Найкращий рок-сингл                                                             | Номінація | [ 11 ] |
| AMOA Jukebox Awards Amusement Expo       | 1978 | «It's a Heartache»                 | Найкращий кантрі-запис року                                                                 | Перемога  | [ 12 ] |
| Bravo Otto                               | 1977 | Бонні Тайлер                       | Найкраща вокалістка (золото)                                                                | Перемога  | [ 13 ] |
| Brit Awards                              | 1977 | Бонні Тайлер                       | Найкращий британський жіночий прорив                                                        | Номінація | [ 14 ] |
| Brit Awards                              | 1984 | Бонні Тайлер                       | Найкраща британська сольна виконавиця                                                       | Номінація | [ 14 ] |
| Brit Awards                              | 1986 | Бонні Тайлер                       | Найкраща британська сольна виконавиця                                                       | Номінація | [ 14 ] |
| The Ivors Academy                        | 2013 | Бонні Тайлер                       | Нагорода «Золотий значок „За заслуги“»                                                      | Перемога  | [ 15 ] |
| BMI Awards                               | 2011 | «It's a Heartache»                 | Нагорода «Мільйон прослуховуваннь»                                                          | Перемога  | [ 16 ] |
| Echo Music Prize                         | 1993 | Бонні Тайлер                       | Найкраща поп/рок-виконавиця                                                                 | Номінація |        |
| Echo Music Prize                         | 1994 | Бонні Тайлер                       | Найкраща поп/рок-виконавиця                                                                 | Перемога  |        |
| Europe 1                                 | 1979 | «It's a Heartache»                 | Найкраща іноземна пісня у Франції                                                           | Перемога  | [ 17 ] |
| Goldene Europa                           | 1978 | Бонні Тайлер                       | Відкриття року                                                                              | Перемога  | [ 18 ] |
| Goldene Europa                           | 1983 | Бонні Тайлер                       | Повернення року                                                                             | Перемога  | [ 19 ] |
| Goldene Europa                           | 1993 | Бонні Тайлер                       | Найкраща міжнародна співачка                                                                | Перемога  | [ 20 ] |
| Премія «Греммі»                          | 1984 | «Total Eclipse of the Heart»       | Найкраще сольне жіноче вокальне поп-виконання                                               | Номінація |        |
| Премія «Греммі»                          | 1984 | «Faster Than the Speed of Night»   | Найкраще жіноче вокальне рок-виконання                                                      | Номінація |        |
| Премія «Греммі»                          | 1985 | «Here She Comes»                   | Найкраще жіноче вокальне рок-виконання                                                      | Номінація | [ 21 ] |
| Ivor Novello Awards                      | 1979 | «It's a Heartache»                 | Міжнародний хіт року                                                                        | Номінація | [ 22 ] |
| R.SH Gold                                | 1992 | Бонні Тайлер                       | Найуспішніша виконавиця німецького продюсування і пісня року, що найбільше запам'ятовується | Перемога  | [ 23 ] |
| Radio Regenbogen Awards                  | 1999 | Бонні Тайлер                       | За міжнародні життєві рок-досягнення                                                        | Перемога  | [ 24 ] |
| Нагорода «Штайгер»                       | 2005 | Бонні Тайлер                       | Нагорода «За життєві досягнення»                                                            | Перемога  |        |
| Премія Естрадного клубу Великої Британії | 1984 | «Total Eclipse of the Heart»       | Найкращий запис жінки-вокалістки                                                            | Перемога  |        |
| Міжнародний фестиваль популярної музики  | 1979 | «Sitting On the Edge of the Ocean» | Міжнародне Гран-прі                                                                         | Перемога  | [ 25 ] |

## Інші відзнаки

### Почесті
| Інстанція                                       | Почесть                             | Рік  | Ref.   |
| ----------------------------------------------- | ----------------------------------- | ---- | ------ |
| Лорд-мер Свонсі                                 | За музичні заслуги                  | 2016 | [ 26 ] |
| Окружна рада округу Порт-Толбот                 | Почесна громадянка Ніт-Порт-Толбота | 2011 | [ 27 ] |
| Королівський валлійський коледж музики та драми | Почесний член                       | 2002 | [ 28 ] |
| Університет у Свонсі                            | Почесний доктор з літератури        | 2013 | [ 29 ] |

### Списки
Журнал «Billboard»
| Рік  | Номіновано       | Нагорода                                         | Результат |
| ---- | ---------------- | ------------------------------------------------ | --------- |
| 1978 | Бонні Тайлер     | Pop Female Artist                                | 15 місце  |
| 1978 | Бонні Тайлер     | Pop New Artist Combined (Male/Female)            | 16 місце  |
| 1978 | Бонні Тайлер     | Pop Single Artist Combined (Male/Female)         | 14 місце  |
| 1978 | Бонні Тайлер     | Pop Female Single Artist                         | 12 місце  |
| 1978 | Бонні Тайлер     | New Female Single Artist                         | 2 місце   |
| 1978 | Бонні Тайлер     | New Female Album Artist                          | 6 місце   |
| 1978 | Бонні Тайлер     | New Country Single Artist                        | 6 місце   |
| 1978 | It's a Heartache | Pop Singles                                      | 24 місце  |
| 1978 | It's a Heartache | Pop Singles Artists                              | 57 місце  |
| 1978 | It's a Heartache | Country Albums                                   | 31 місце  |
| 1978 | Бонні Тайлер     | Country Albums Artists                           | 26 місце  |
| 1979 | Бонні Тайлер     | Top Female Album Artist (World of Country Music) | 12 місце  |
| 1983 | Бонні Тайлер     | Top Pop Single Artist Combined                   | 17 місце  |
| 1983 | Бонні Тайлер     | Top Pop Single                                   | 6 місце   |
| 1983 | Бонні Тайлер     | Pop Album Artist Female                          | 23 місце  |
| 1983 | Бонні Тайлер     | Top Pop Single Artist Female                     | 5 місце   |
| 1984 | Бонні Тайлер     | Top Female Album Artist                          | 17 місце  |
| 1984 | Бонні Тайлер     | Top Pop Female Single Artist                     | 10 місце  |
| 1984 | Бонні Тайлер     | Top Pop Single Artist                            | 50 місце  |

Журнал «Cashbox»
| Рік  | Номіновано                     | Нагорода                                        | Результат |
| ---- | ------------------------------ | ----------------------------------------------- | --------- |
| 1978 | Бонні Тайлер                   | Pop Female Vocalists Singles                    | 4 місце   |
| 1978 | Бонні Тайлер                   | New Pop Female Vocalists Singles                | 2 місце   |
| 1978 | Бонні Тайлер                   | New Female Vocalists Longest Charted            | 2 місце   |
| 1978 | Бонні Тайлер                   | Female Vocalists Highest Debuts                 | 6 місце   |
| 1978 | Бонні Тайлер                   | New Female Vocalists Highest Debuts             | Перемога  |
| 1978 | Бонні Тайлер                   | A/C Female Vocalists (Pop Single)               | 3 місце   |
| 1978 | Бонні Тайлер                   | Country Female Crossover                        | 3 місце   |
| 1978 | Бонні Тайлер                   | Female Vocalists (Pop Album)                    | 9 місце   |
| 1978 | Бонні Тайлер                   | New Female Vocalists (Pop Album)                | Перемога  |
| 1978 | Бонні Тайлер                   | New Female Vocalists Highest Debuts (Pop Album) | Перемога  |
| 1978 | Бонні Тайлер                   | New Female Vocalists Longest Charted            | 3 місце   |
| 1978 | It's a Heartache               | Top 100 Singles                                 | 17 місце  |
| 1978 | Бонні Тайлер                   | New Female Vocalist (Country Poll)              | 2 місце   |
| 1978 | Бонні Тайлер                   | New Female Vocalist Highest Debuts              | 4 місце   |
| 1978 | Бонні Тайлер                   | New Female Vocalist Longest Charted             | 2 місце   |
| 1978 | Бонні Тайлер                   | Female Vocalists (Country)                      | 4 місце   |
| 1978 | Бонні Тайлер                   | New Female Vocalists (Country)                  | Перемога  |
| 1978 | Бонні Тайлер                   | New Female Vocalist Highest Debut (Country)     | Перемога  |
| 1978 | Бонні Тайлер                   | Top FM Rotation 1978 (Country)                  | 3 місце   |
| 1983 | Бонні Тайлер                   | Female (Pop Single)                             | 2 місце   |
| 1983 | Бонні Тайлер                   | A/C Female                                      | 2 місце   |
| 1983 | Бонні Тайлер                   | Female (Pop Album)                              | 3 місце   |
| 1983 | Бонні Тайлер                   | Pop Album Female A/C                            | Перемога  |
| 1983 | Total Eclipse of the Heart     | Top 100 Singles                                 | 5 місце   |
| 1983 | Faster Than The Speed of Night | Top 100 Albums                                  | 23 місце  |

Журнал «Record World»
| Рік  | Номіновано       | Нагорода                                                 | Результат |
| ---- | ---------------- | -------------------------------------------------------- | --------- |
| 1978 | Бонні Тайлер     | Solista Femenino Extranjera del Año (Spotlight on Spain) | Перемога  |
| 1978 | Бонні Тайлер     | Most Promising Female Vocalist (Mid Year Award)          | Перемога  |
| 1979 | It's a Heartache | Top Record Solo Artist                                   | 16 місце  |
| 1979 | Бонні Тайлер     | Top Female Vocalist                                      | 7 місце   |
| 1979 | Бонні Тайлер     | Most Promising Female Vocalist                           | Перемога  |